# 3 februari
3 februari är den 34:e dagen på året i den gregorianska kalendern. Det återstår 331 dagar av året (332 under skottår).

## Namnsdagar

### I den svenska almanackan
- Nuvarande – Disa och Hjördis
- Föregående i bokstavsordning
  - Blasius – Namnet fanns, till minne av biskopen och martyren Blasius i Kappadokien på 300-talet, på dagens datum före 1901, då det utgick. Dagen var då även känd som Blasii dag eller i folkmun Blåsmässa.
  - Dick – Namnet infördes på dagens datum 1986, men flyttades 1993 till 7 februari, där det har funnits sedan dess.
  - Didrik – Namnet förekom på 1790-talet på 5 augusti, men utgick sedan. 1986 infördes det på dagens datum, men utgick 1993.
  - Disa – Namnet infördes på dagens datum 1901 och har funnits där sedan dess.
  - Hjördis – Namnet infördes 1986 på 16 januari. 1993 flyttades det till dagens datum och har funnits där sedan dess.
- Föregående i kronologisk ordning
  - Före 1901 – Blasius
  - 1901–1985 – Disa
  - 1986–1992 – Disa, Dick och Didrik
  - 1993–2000 – Disa och Hjördis
  - Från 2001 – Disa och Hjördis
- Källor
  - Brylla, Eva (red.): Namnlängdsboken, Norstedts ordbok, Stockholm, 2000. ISBN 91-7227-204-X
  - af Klintberg, Bengt: Namnen i almanackan, Norstedts ordbok, Stockholm, 2001. ISBN 91-7227-292-9

### Finlandssvenska almanackan
- Nuvarande från 1929[1] – Hugo
- I föregående revideringar[a][2]
  - inga ändringar sedan 1929

## Händelser
- 1014 – Efter Sven Tveskäggs död återvänder Ethelred den villrådige till England och återtar den engelska kronan. Harald II efterträder Sven som kung av Danmark och Norge och återvänder dit. Makten i Norge innehas dock av kungens ställföreträdare, ladejarlarna Sven Håkonsson och Håkon Eriksson.
- 1483 – Efter drotsen Jon Svalesson Smörs död väljs den danske kungen Hans till kung av Norge. Han har efterträtt sin far Kristian I som kung av Danmark redan vid dennes död 1481, men den norska regentsituationen har sedan dess varit något oklar. Från och med nu och fram till 1814 kommer de danska kungarna dock alltid vara kungar av Norge, även om Kristian II 1514 blir den siste kung, som kröns i Norge, innan Karl XIV Johans kröning 1818.
- 1509 – Den portugisiska flottan vinner en avgörande seger över en kombinerad osmansk-arabisk eskader i sjöslaget vid Diu vid Indiens västkust. Hela den osmansk-arabiska flottan sänks, utan att portugiserna gör några egna fartygsförluster. Genom segern säkrar Portugal sin dominans i Indiska oceanen och detta blir inledningen på den europeiska koloniseringen av Asien.
- 1699 – Den jämtländska befolkningen blir beviljade svenskt medborgarskap, hela 54 år efter freden i Brömsebro 1645, då det norska Jämtland tillföll Sverige. Därmed blir jämtarna den sista av alla folkgrupper, vars landskap erövrades av Sverige, som får svenskt medborgarskap.
- 1706 – En svensk här, ledd av general Carl Gustaf Rehnskiöld, besegrar en numerärt överlägsen sachsisk-rysk-polsk-litauisk armé i slaget vid Fraustadt i nuvarande sydvästra Polen. Detta blir en av de största svenska segrarna under stora nordiska kriget, tillsammans med segrarna vid Narva (1700) och Holowczyn (1708). Följden av slaget blir att Polen-Sachsen drar sig ur alliansen och kriget mot Sverige genom freden i Altranstädt ett halvår senare.
- 1913 – Anhängare till den österrikiske filosofen Rudolf Steiner, som året innan har grundat den spirituella filosofiska inriktningen antroposofin, grundar det Antroposofiska Sällskapet i Tyskland. Grundandet sker sedan Steiner och hans anhängare har brutit med den filosofiska inriktningen teosofin.
- 1917 – Två dagar efter att det tyska kejsardömet under det pågående första världskriget har återupptagit det oinskränkta ubåtskriget, som innebär att man sänker alla fartyg oavsett nationalitet eller förluster i människoliv, avbryter USA de diplomatiska förbindelserna med Tyskland. Drygt två månader senare förklarar USA också krig mot Tyskland och går därmed in i första världskriget på ententens sida.
- 1930 – Vietnams kommunistiska parti grundas.
- 1931 – En förödande jordbävning drabbar den nyzeeländska staden Napier, varvid 258 personer omkommer och största delen av stadens centrum blir helt förstörd. När staden sedan återuppbyggs uppförs de flesta husen i art déco-stil, vilket sedan blir stadens kännetecken.
- 1959 – När ett flygplan havererar nära Clear Lake i den amerikanska delstaten Iowa omkommer de tre unga musikerna Buddy Holly, Ritchie Valens, och J.P. ”The Big Bopper” Richardson samt piloten Roger Peterson. I Don McLeans låt ”American Pie” från 1971 omnämns händelsen som ”The Day the Music Died”, vilket sedermera blir vad den kommer att kallas.
- 1972 – Olympiska vinterspelen 1972 invigs i Sapporo av Japans kejsare Hirohito. Spelen avslutas 13 februari.
- 1984 – Rymdfärjan Challenger skjuts upp på uppdrag STS-41-B[3]
- 1987 – En tjänsteman inom Stockholms stad spekulerar bort 442 miljoner kronor av stadsförvaltningens medel på optionsaffärer.
- 1989 – Den paraguayanske generalen Alfredo Stroessner, som har varit landets president och diktator sedan 1954, blir störtad i en militärkupp, ledd av den mer demokratiskt sinnade generalen Andrés Rodríguez. Stroessner flyr till Brasilien, där han lever i exil till sin död 2006. I Paraguay följer några år av politiskt kaos, innan demokrati etableras.
- 1994 – Rymdfärjan Discovery skjuts upp på uppdrag STS-60[3]
- 1995 – Rymdfärjan Discovery skjuts upp på uppdrag STS-63[3]

## Födda
- 1677 – Jan Blažej Santini Aichel, böhmisk arkitekt och barockmålare
- 1736 – Johann Georg Albrechtsberger, österrikisk kompositör
- 1805 – Otto Theodor von Manteuffel, preussisk friherre och statsman
- 1809 – Felix Mendelssohn, tysk kompositör och dirigent
- 1811 – Horace Greeley, amerikansk politiker, publicist och slaverimotståndare
- 1816
  - Edward James Gay, amerikansk demokratisk politiker, kongressledamot 1885-1889
  - Carl Olof Rosenius, svensk väckelsepredikant
- 1817 – Achille Delesse, fransk geolog
- 1821 – Elizabeth Blackwell, brittisk-amerikansk läkare
- 1830 – Robert Gascoyne-Cecil, brittisk statsman, Storbritanniens premiärminister 1885–1886, 1886–1892 och 1895–1902
- 1832
  - Ludvig av Vasa, son till den förre svenske kronprinsen Gustav av Wasa, räknad som den siste manlige arvingen av den gamla svenska kungaätten Holstein-Gottorp (död två veckor senare)
  - Abram P. Williams, amerikansk republikansk politiker, senator för Kalifornien 1886–1887
- 1846 – Judson Harmon, amerikansk demokratisk politiker, USA:s justitieminister 1895–1897
- 1848 – Jörgen Lövland, norsk politiker, statsminister 1907–1908
- 1853 – George W.E. Russell, brittisk politiker och författare
- 1862 – James Clark McReynolds, amerikansk politiker och jurist, domare i USA:s högsta domstol 1914–1941
- 1868 – William J. Harris, amerikansk demokratisk politiker, senator för Georgia från 1919
- 1869 – Harold Hilton, brittisk golfspelare
- 1871 – Marie Christensen, dansk socialdemokratisk politiker
- 1874 – Gertrude Stein, amerikansk kulturpersonlighet och avantgardeförfattare
- 1879 – Guy Gillette, amerikansk demokratisk politiker
- 1884 – Robert W. Upton, amerikansk republikansk politiker, senator för New Hampshire 1953–1954
- 1886 – Sigfrid Ullman, svensk konstnär
- 1889 – Risto Ryti, finländsk politiker, Finlands statsminister 1939–1940 och president 1940–1944
- 1893 – Gaston Maurice Julia, fransk soldat och matematiker
- 1898 – Alvar Aalto, finländsk arkitekt och formgivare
- 1904 – Luigi Dallapiccola, italiensk tonsättare
- 1905 – Arne Beurling, svensk matematiker
- 1909 – Simone Weil, fransk filosof och mystiker
- 1910 – Pearl Argyle, brittisk ballerina
- 1911 – Jehan Alain, fransk organist och kompositör
- 1912 – Jacques Soustelle, fransk antropolog, etnolog och politiker
- 1913 – Louis Da Pron, amerikansk filmkoreograf och dansare
- 1915 – Henki Kolstad, norsk skådespelare och regissör
- 1916 – Margareta Kjellberg, svensk vissångare och historieberättare
- 1917 – Arne Sucksdorff, svensk regissör, manusförfattare, fotograf och dokumentärfilmare
- 1920
  - Henry Heimlich, amerikansk läkare
  - Gunnar Svensson, svensk kompositör, pianist och sångare, mångårig medarbetare till Hasse och Tage
- 1922 – Ulf Johanson, svensk skådespelare
- 1927 – Leppe Sundevall, svensk jazztrumpetare
- 1928 – Frankie Vaughan, brittisk popsångare
- 1932 – Peggy Ann Garner, amerikansk skådespelare
- 1936
  - James Bridges, amerikansk regissör
  - Lasse Sarri, svensk regissör, manusförfattare och skådespelare
- 1938 – Pauli Siitonen, finländsk längdskidåkare
- 1939 – Michael Cimino, amerikansk regissör, producent och manusförfattare
- 1941 – Monica Nordquist, svensk skådespelare
- 1942 – Gunnar Edander, svensk kompositör och filmmusikarrangör
- 1946 – Claes Leo Lindwall, svensk journalist, skribent och webbdesigner
- 1947
  - Emil Paul Tscherrig, romersk-katolsk titulärärkebiskop och nuntie för Norden
  - Paul Auster, amerikansk författare
  - Melanie Safka, amerikansk sångare och låtskrivare
- 1948
  - Henning Mankell, svensk deckarförfattare
  - Carlos Filipe Ximenes Belo, östtimorerisk romersk-katolsk biskop, mottagare av Nobels fredspris 1996
- 1950
  - Tommy Andersson, svensk fotbollsspelare, kopia av Svenska Dagbladets guldmedalj
  - Morgan Fairchild, amerikansk skådespelare
- 1951 – Per Eggers, svensk skådespelare
- 1953 – Tove Granditsky, svensk skådespelare
- 1955 – Zbigniew Rau, polsk politiker, Polens utrikesminister 2020–2023
- 1957 – Maria Robsahm, svensk journalist och politiker
- 1959 – Rob Wittman, amerikansk republikansk politiker, kongressledamot 2007–
- 1960 – Joachim Löw, tysk fotbollsspelare och -tränare
- 1961 – Jay Adams, amerikansk skateboardåkare
- 1963 – Isabella Lövin, svensk journalist och miljöpartistisk politiker, statsråd 2014–2021
- 1965 – Marjo Matikainen-Kallström, finländsk längdskidåkare och samlingspartistisk politiker
- 1968 – Göran Lundstedt, svensk teolog och statsvetare
- 1969
  - Retief Goosen, sydafrikansk golfspelare
  - Dick Last, svensk fotbollsspelare
  - Paolo Roberto, svensk proffsboxare, tv-programledare och skådespelare
- 1970
  - Warwick Davis, brittisk skådespelare
  - Stefan Roos, svensk skådespelare
- 1971 – Nichlas Falk, svensk ishockeyspelare
- 1972
  - Jesper Kyd, dansk kompositör
  - Erik Granqvist, svensk ishockeyspelare
- 1973 – Magnus Wernblom, svensk ishockeyspelare
- 1974 – Helena Nizic, svensk skådespelare
- 1976 – Isla Fisher, australisk skådespelare, fotomodell och författare
- 1977
  - Marek Židlický, tjeckisk ishockeyspelare
  - Daddy Yankee, puertoricansk reggaetonartist
- 1978
  - Joan Capdevila, spansk fotbollsspelare
  - Adrian R'Mante, amerikansk skådespelare
  - Amal Clooney, brittisk-libanesisk advokat
- 1988 – Chantelle Paige, amerikansk sångare
- 1990 – Sean Kingston, jamaicansk-amerikansk sångare
- 1991 – Willy Boly, ivoriansk fotbollsspelare

## Avlidna
- 865 – Ansgar, 63, frankisk missionär, känd som Nordens apostel, ärkebiskop i stiftet Bremens ärkestift sedan 831
- 1014 – Sven Tveskägg, omkring 53, kung av Danmark sedan 985 eller 986, av Norge från 985 eller 986 till 995 och sedan 1000 samt av England sedan 1013
- 1399 – Johan av Gent, 58, engelsk adelsman, hertig av Lancaster, tredje son till engelske kungen Edvard III
- 1468 – Johannes Gutenberg, omkring 67, tysk uppfinnare, känd som ”boktryckarkonstens fader”
- 1520 – Sten Sture den yngre, omkring 26 eller 27, svensk riksföreståndare sedan 1512 (död av skador efter slaget på Åsundens is två veckor tidigare)
- 1636 – Petrus Kenicius, omkring 80, svensk kyrkoman, ärkebiskop i Uppsala stift sedan 1609
- 1701 – Johannes Laurentii Barchius, 49, svensk präst och riksdagsman, domprost i Västerås
- 1726 – Alexis Littré, 67, fransk anatom och kirurg
- 1813 – Samuel Ashe, 87, amerikansk politiker, guvernör i North Carolina 1795–1798
- 1831 – Thomas Hope, omkring 60, brittisk konstsamlare och författare
- 1862 – Jean Baptiste Biot, 87, fransk fysiker
- 1889 – Belle Starr, 40, amerikansk brottsling (mördad)
- 1896 – Asmus Julius Thomsen, 80, dansk läkare
- 1903 – Walfrid Weibull, 69, svensk pionjär inom fröförädling, grundare av fröföretaget W. Weibull AB
- 1924 – Woodrow Wilson, 67, amerikansk politiker, USA:s president 1913–1921, mottagare av Nobels fredspris 1919
- 1939 – Frederick Steiwer, 55, amerikansk republikansk politiker, senator för Oregon 1927–1938
- 1944 – Ludwig Pick, 75, tysk patolog
- 1945 – Roland Freisler, 51, tysk domare
- 1946
  - Friedrich Jeckeln, 51, tysk nazistisk politiker och SS-Obergruppenführer (avrättad)
  - Carl Theodor Zahle, 80, dansk advokat, pacifist och politiker, statsminister 1909–1910 och 1913–1920
- 1950 - Karl Seitz, österrikisk politiker, förbundspresident 1918–1920
- 1955 – Fred H. Brown, 75, amerikansk demokratisk politiker, guvernör i New Hampshire 1923–1925
- 1959
  - Buddy Holly, 22, amerikansk rockmusiker och låtskrivare (flygolycka)
  - J.P. Richardson, 28, amerikansk rockmusiker och låtskrivare med artistnamnet The Big Bopper (flygolycka)
  - Ritchie Valens, 17, amerikansk rockmusiker och låtskrivare (flygolycka)
- 1989 – John Cassavetes, 59, amerikansk skådespelare och filmregissör
- 1998 – Karla Faye Tucker, 38, amerikansk mördare (avrättad)
- 2000
  - Richard Kleindienst, 76, amerikansk republikansk politiker, USA:s justitieminister 1972–1973
  - Pierre Plantard, 79, fransk bluffmakare, grundare av det hemliga sällskapet Prieuré de Sion
- 2004 – Keve Hjelm, 81, svensk skådespelare, regissör och teaterpedagog
- 2005
  - Malou Hallström, 63, svensk skådespelare och tv-profil
  - Zurab Zjvania, 41, georgisk politiker, Georgiens premiärminister sedan 2004
  - Corrado Bafile, 101, italiensk kardinal
  - Ernst Mayr, 100, tysk-amerikansk biolog
- 2010
  - Frances Reid, 95, amerikansk skådespelare
  - Georges Wilson, 88, fransk skådespelare
  - Regina av Sachsen-Meiningen, 85, österrikisk prinsessa
- 2011
  - Karl-Axel Jansson, 69, svensk journalist, ordförande i Föreningen Grävande Journalister
  - Maria Schneider, 58, fransk skådespelare
  - Stina Sundberg, 56, svensk politiker, taleskvinna för Feministiskt initiativ
- 2012
  - Wilhelm Wachtmeister, 88, svensk diplomat, ambassadör i Washington 1974–1989
  - Ben Gazzara, 81, amerikansk skådespelare
- 2013
  - Arpad Miklos, 45, ungersk-amerikansk porrskådespelare
  - Peter Gilmore, 81, brittisk skådespelare
- 2014
  - Louise Brough, 90, amerikansk tennisspelare
  - Richard Bull, 89, amerikansk skådespelare
  - Mircea Grosaru, 61, rumänsk politiker
  - Pål Skjønberg, 94, norsk skådespelare
- 2015
  - Martin Gilbert, 78, brittisk historiker
  - Stella Parland, 40, finlandssvensk författare och teaterrecensent
  - Charlie Sifford, 92, amerikansk golfspelare
- 2016 – Balram Jakhar, 92, indisk politiker
- 2021 – Margreth Weivers, 94, svensk skådespelare
- 2023 – Paco Rabanne, 88, fransk modeskapare